# Energia caratteristica
In astrodinamica l'energia caratteristica è una misura dell'eccesso di energia specifica (ovvero energia per unità di massa) che è necessaria per sfuggire all'attrazione di un corpo celeste.
Viene comunemente indicata con il simbolo {\displaystyle C_{3}} ed è definita come il quadrato della velocità di eccesso iperbolico:
{\displaystyle C_{3}:=v_{\infty }^{2}=-{\frac {\mu }{a}}}
dove:
- {\displaystyle \mu } è la costante gravitazionale planetaria e dipende solo dalla massa del corpo celeste;
- {\displaystyle a} è il semiasse maggiore dell'orbita.

L'energia caratteristica viene utilizzata come parametro di costo per le orbite e le traiettorie orbitali e come parametro di confronto per i lanciatori.
In particolare, valori di C3 maggiori di zero indicano traiettorie in cui il veicolo spaziale sfugge all'influenza gravitazionale del corpo celeste (orbite iperboliche); ad esempio, traiettorie di trasferimento dalla Terra a Marte hanno valori di C3 intorno a 10 km²/s², mentre trasferimenti verso i pianeti più esterni possono richiedere 50–100 km²/s².
Valori negativi di C3 invece caratterizzano le orbite ellittiche; In particolare, una traiettoria di ritorno libero per la Luna ha un C3 intorno a -2 km²/s².
Nei lanciatori, C3 viene usato per determinare il carico che può essere inserito in una determinata orbita. La tabella seguente mostra alcuni esempi di lanciatori e la massa trasportabile a seconda dell'energia caratteristica della traiettoria.
| Lanciatore      | C3 = 0 km²/s² | C3 = 10 km²/s² | C3 = 100 km²/s² |
| --------------- | ------------- | -------------- | --------------- |
| Delta IV Heavy  | 9588          | 8000           | ND              |
| Ariane 5        | 6600          | >3190          | ND              |
| Atlas V         | 6500          | 5500           | 850             |
| Proton          | 4838          | 4279           | 1061            |
| Lunga Marcia 3C | 2300          | 1700           | ND              |
| Sojuz           | 1600          | 1220           | 1220            |
| Taurus          | 329           | 263            | 35              |